# 광고 대행사

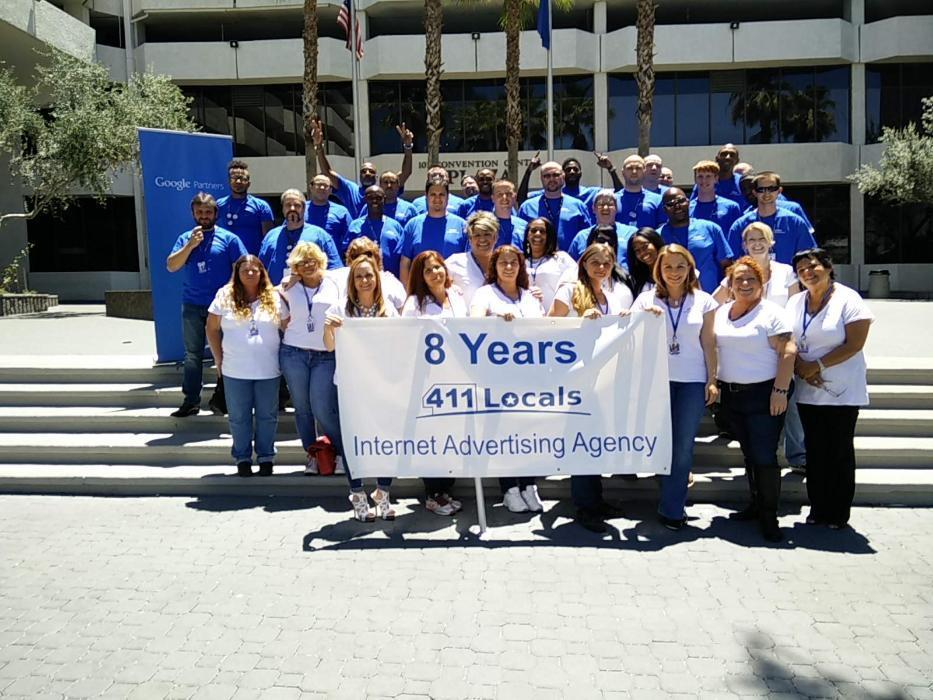
411 마케팅에 종사하는 노동자의 일부

광고 대행사는 광고주를 위해 광고에 관한 업무를 전문적으로 다루는 기업이다.  광고 대행사는 독립된 기업으로, 광고주나 매체 또는 광고물 제조업체와는 무관한 중립성이 요구된다. 광고 대행사는 광고를 창작·계획하고, 제작하여서 매체를 이용해 게재 또는 방송하며, 요금지불의 책임도 진다. 광고 대행사는 몇 사람이 하는 소규모 회사에서부터 세계 각국에 지사를 두고 수천 명을 고용하고 있는 대규모 회사인 경우도 있다.

## 역사

### 대한민국
한국에서는 1910년 한성광고사(漢城廣告舍)가 낸 자체광고 '제신문잡지광고취급(諸新聞雜誌廣告取扱)'으로 미루어, 이 무렵에 이미 광고 대행사가 존재했음을 알 수 있다. 그러나 1910년의 국권 피탈에 따른 민간 신문의 강제 폐간 때문에 자취를 감추었다.
일제(日帝)강점 하에서는 한국 사람이 경영하는 광고 대행사는 없었고, 광복 이후 《한국일보》 광고국장이던 윤동현(尹東鉉)이 한국 광고사를 설립한 것이 첫 번째 광고 대행사였다. 1959년 무렵으로 추정되는데, 한국 광고사도 오늘날의 광고 대행사와는 달리 매체·지면 중개인에 가까웠다.
1967년에는 민간 통신사인 '합동통신(合同通信)' 내에 광고 기획실이 생겼는데, 뒤에 '합동광고'로 발전하였다. 1960년대 초기에 미국인 K.브루스 및 J.C.스티클러 등이 각각 '임팩트(Impact)'와 'S/K Associates'라는 광고 대행사를 설립, 주로 국내에 있는 외국 기업의 광고를 대행했으나 오래가지는 못하였다.
광고 대행업이 본격화된 것은 1970년대에 들어와 삼성(三星) 계열의 제일기획(第一企劃), 문화 방송 계열의 MBC 애드컴, 합동광고와 만보사(萬報社)의 합병으로 된 오리콤이 생긴 뒤부터였다.
1981년 1월 언론 통폐합에 따른 지원책으로 한국방송광고공사가 설립되면서, 공공성을 띤 광고를 주관하도록 만듦으로써 한국 광고계에 큰 변혁을 가져왔다. 한국의 광고 대행사는 매체 또는 광고주와의 관계 및 외적 제약 등으로 아직도 엄정한 중립성이 부족하다.

## 광고 대행사의 업무 진행 방식
- AE(Account Executive):광고 회사를 대표해 광고주와 접촉하여 광고주의 입장에서 광고 계획을 입안하고 실행에 옮기는 전문가이며 광고계의 꽃이라고 불린다. AE는 광고 업무의 흐름을 총괄하게 되며 제작 과정에서는 광고주와 제작팀 간 의사소통을 가능케 하는 중개인의 역할을 한다.
- Event Planner:프로모션 활동 가운데 4대 매체(TV,라디오,잡지,신문)를 거치지 않고 이루어지는 이벤트, 공연, 문화 행사 등 BTL 위주의 광고를 기획하고 집행하는 역할을 수행한다.
- AP(Account Planner):마케팅 커뮤니케이션을 시행하면서 소비자를 찾아내고 Research하는 전문가이며 소비자의 입장에서 브랜드 커뮤니케이션을 계획하고 소비자의 관점을 대표하는 사람이다. Research가 중심이 되며 이를 토대로 얻은 자료를 해석하고 광고 전략에 활용한다.
- Marketer: 시장 분석과 전략을 연구하는 전략입안자이다. 일반적인 회사의 마케팅 기획 업무와 비슷하며 이러한 마케팅 팀에서 진행한 조사 및 전략을 광고 전략에 사용할 수 있도록 돕는다.
- Research: 목표 시장,제품,유통,가격,광고 촉진에 대한 의사 결정, 판매 분석 및 예측, 가격 등 각종 마케팅 목적을 달성하기 위한 시장 조사 업무를 진행한다. 조사 능력과 분석력이 필요하며, 시장과 소비자의 변화를 재빠르게 인지할 수 있어야 한다.
- SP Planner(Sales promotion Planner): 이벤트/프로모션 등을 기획하는 업무를 수행한다. 옥외 매체, 간판, 스폰서쉽이나 디스플레이 등을 비롯하여 유통 과정에서 판매 촉진에 기여할 수 있는 POP 및 디스플레이까지 담당하면서 활동 범위가 넓어지고 있다.
- PR Planner(Public Relation Planner): PR이란 홍보의 주체와 홍보의 대상 간에 커뮤니케이션을 관리해주는 것이며, 일반적으로 기업 전체적인 이미지를 향상 시키기 위한 광고를 지칭하기도 한다. 광고 대행사나 광고주의 PR을 대행하는 역할을 수행하며 기업홍보, 사회보 발행, DM등을 담당한다.
- CD(Creative Director): 크리에이티브 부문의 최고 책임자 혹은 의사 결정권자를 의미한다. 흔히 우리나라에서는 ‘제작 국장’을 의미하기도 한다.
- AD(Art Director): 광고 표현을 총괄하는 책임자이다. 광고의 컨셉에 따라 표현을 결정하고 디자이너, 카피라이터, 일러스트레이터, 포토 그래퍼 등의 제작자들을 지휘하면서 제작 부문의 책임자 역할을 수행한다.
- CW(Copy Writer): 광고에 필요한 문구를 창조하는 역할을 하는데, 단순히 광고 문장안을 만드는 것이 아니라 여러 크리에이터와 함께 광고 컨셉과 아이디어를 제시하고, 이에 대한 표현 전략에 대한 가이드라인을 제시하기도 한다.
- GD(Graphic Designer): 인쇄 광고물을 제작하고 AD나 CD의 지휘를 받아 업무를 수행하는 그래픽 전문 인력이다. 또한 영상 광고의 영상 표현 전략을 세우고 제작을 담당하기도 한다.
- PD(Producing Director): 일반적으로 CF감독으로 알려지는 역할이다. 최근 광고 대행사의 추세는 CM플래너와 디렉터를 구분하고 있다.
- CM Planner: 광고 대행사 내부의 제작팀이나 프로덕션에서 일하며 주로 TV-CM을 기획하고, 감독과 협의하여 역할을 수행한다.
- Photographer: 인쇄 매체의 광고나 온라인, 포스터 등에 들어가는 제품이나 광고의 사진을 담당한다.
- Media Manager: 광고 메시지를 집행하기 위해 매체의 시간이나 지면을 구매하는 담당자이다. TV,라디오 시대로 구입하거나 신문 잡지 등의 지면을 확보하고, AE를 통해 광고주에게 공급하는 역할을 맡는다.
- Media Planner: 특정 브랜드나 서비스의 예상 구매 고객에게 광고를 가장 효율적으로 전달하기 위해 광고 예산과 매체 계획을 세우고, 이를 집행한 후 매체 효과 분석을 통해 향후 개선안까지 제시하는 일을 수행한다. TV, 라디오, 신문, 잡지, 옥외 매체 등 매체의 특성에 대한 사전 지식을 토대로 광고의 핵심 메시지를 표적 소비자에게 노출 시키기 위한 매체 전략을 세운다.

## 광고 대행사

### 대한민국
- 제일기획: 삼성그룹 계열의 광고 대행사로 1973년 1월 17일 설립하여 1979년 《광고연감》을 발간하였고, 1988년 일본 도쿄[東京]에 해외 사무소를 개설하였다. 1991년 5월 미국 피츠버그 대학교에 마케팅 전문가 양성 과정을 개설하였고, 11월에 부설 마케팅 연구소를 설립하였다. 1992년 미국 뉴욕에 현지 법인을 설립하였고, 1998년 3월 증권 거래소에 주식을 상장하였다. 2000년 3월 인터넷 통합 마케팅 모델 'IME(Internet Marketing Enabler)' 서비스를 시작하고, 7월 중국 현지 법인 삼성광고유한공사를 출범하였으며, 2002년 7월 러시아 모스크바에 현지 법인을 설립하였고, 11월 국내 광고 대행사로는 처음으로 취급했고 1조 원을 돌파하였다. 2011년 6월에는 세계 3대 광고제의 하나인 칸 크리에이티비티 페스티벌에서 국내 업계 처음으로 미디어 부문 대상을 수상하였다. 주요 사업은 광고 대행 및 관련 미디어 서비스, 프로모션, 광고물 제작 등 통합적인 광고 서비스 제공이다.

- 이노션: 2005년 5월 설립된 대한민국의 광고 회사로 현대자동차그룹의 계열사이다. 1982년 설립된 금강기획이 시초라 할 수 있으며, 2005년 금강기획의 후신인 금강 오길비에서 자동차 광고 부문이 분리 독립하여 현대자동차그룹의 계열사로 설립한 형태가 현재의 이노션이다. 2014년 기준 매출 7447억원, 영업이익 835억원, 단기 순이익 838억원을 기록했으며, 본사 외에 17개의 해외 법인을 운영하고 있다.

- HS애드: HS 애드는 2004년 LG그룹의 자회사로 설립된 대한민국의 기업이다. 2003년 칸 국제 광고제에서 아시아 최초의 은사자상을 수상한 것을 비롯, 2007년 뉴욕 페스티벌 옥외 부문 동상, 2008년 뉴욕 페스티벌 'Film&Video' 부문 대상, 2009년 아시아 태평양 광고제 TV Craft 부문 은상, 소비자가 뽑은 좋은 광고상 인쇄 부문 대상, 2011년 스파익스 아시아 영미디어 부문 최고상 등을 수상했다. 2004년 자회사에 대한 투자 및 경영 자문 사업을 영위하는 주식회사 지투알과 광고 사업을 영위하는 주식회사 LG 애드로 분할 됐으며, 하이브리드 솔루션 컴퍼니(Hybrid Solution Company)를 지향하며 2008년 4월 사명을 HS 애드로 변경했다. 현재 글로벌 서비스를 위해 해외에 9개 법인(뉴욕, 베이징, 뉴델리, 런던, 상파울로, 모스크바, 방콕, 뒤셀도르프, 키예프)과 3개 지사(LA, 도쿄, 두바이)를 운영하고 있다.

- 대홍기획: 롯데그룹 계열의 광고 대행사로 1979년 애드롯데로 설립되어, 1982년 대홍기획으로 출범하였다. 1985년 영국 사치&사치 콤프턴, 1989년 미국 DDB 니드햄 사와 각각 업무 제휴를 했다. 1990년 DDB 니드햄 및 일본 다이이치 기획과 합작회사 DDB코리아(현)를 세우고, 1995년 중국 베이징에 첫 해외지사를 세웠다. 10년 동안의 소비자 의식을 조사하여 1989년부터 99년까지 한국인들의 소비 행동 및 라이프스타일 변화를 수록한 〈한국사람들〉을 발간했으며, 1984년 아시아 광고대회 사우스(South)광고상 수상을 시작으로, 1985년 세계 3대 광고제이자 광고계의 오스카상이라 불리는 클리오 어워즈 국내 최초 본상 수상, 1991년 뉴욕 페스티벌 국내 최초 은상 수상을 비롯해 런던 페스티벌, 스파이크스 아시아, 레드닷 디자인 어워즈, 부산국제광고제 등 유수의 해외 광고제에서 수상해오고 있다. 국민이 선택한 좋은 광고상, 올해의 광고상, 한국PR대상, 서울영상광고제, 에피 어워즈 코리아 등 국내 광고제에서도 매년 수상하고 있으며, 국내 최고 권위의 광고제인 대한민국 광고 대상에서는 1994년 제 1회 금상을 수상하고, 매회 수상을 이어오고 있다. 2017년 롯데지주 출범 후 2018년에 투자 법인과 사업 법인으로 분할 되었고, 투자 법인은 롯데지주에 합병됐다.

- SK플래닛: 2007년 5월 1일 SK마케팅앤컴퍼니(주)가 설립되면서 SK그룹 산하 광고 대행사가 처음 출범하였다. 이후 SK텔레콤에서 기업 분할된 SK플래닛(주)에 SK마케팅앤컴퍼니가 흡수합병되면서 광고 대행업은 SK플래닛(주)의 사업 분야가 되었다. 2017년 7월 17일 SK플래닛(주)의 광고대행사업부문이 물적분할되어 SM엔터테인먼트(주) 산하 SM C&C(주)에 매각되면서 SK그룹의 광고는 SM C&C(주)가 대행하고 있다.
- 라이징팝스(서울플래닝): 스타트업(헤이딜러, 밀리의서재 등)이나 IT 기업(한컴그룹, 카카오모빌리티/카카오엔터테인먼트 등) 대상으로 언론홍보, SNS, 디자인/영상 등 서비스를 제공하는 에이전시다.